# 袁昂
袁昂（461年—540年），字千里，陈郡阳夏县（今河南太康县）人，中国南齐、南梁官员。

## 生平
刘宋泰始初年，袁昂父袁顗举兵奉晋安王刘子勋，事败被杀。袁昂时年五岁，乳母将其隐匿于山中，后遇赦得出。依然因父罪流放晋安，十五岁时始还京师。从兄袁彖见袁昂幼孤，抚养教育袁昂。袁昂本名为袁千里，南齐永明年间，武帝蕭賾说：“昂昂千里之驹，今改卿名为昂，即以千里为字”。在齐朝历任邵陵王长史、御史中丞，任御史中丞时，当时尚书令王晏弟王诩为广州刺史，贪贿枉法，袁昂依事弹劾举奏，不避权豪，时称正直。
齐末袁昂为建武将军、吴兴郡太守。萧衍自襄阳举兵反萧宝卷至京师，州郡皆降，袁昂拒境不受命。建康城陷，只身到朝廷归降萧衍。萧衍不问责他。萧衍建立梁朝，为临川王参军事。袁昂性温厚，出镇江州，入为五兵尚书、吏部尚书。天监六年（507年）闰十月初十，吏部尚书袁昂为右仆射。天监十一年（512年）十一月初九，梁武帝任命吴郡太守袁昂担任左民尚书、侍中，兼尚书右仆射。天监十二年（513年）二月初六，兼尚书右仆射袁昂为右仆射。天监十五年（516年）六月初五，尚书右仆射袁昂为左仆射。天监十八年（519年）正月初四，尚书左仆射袁昂为尚书令，普通三年（522年）正月初七，尚书令袁昂为中书监。普通四年（523年）十月十七日，中书监、中卫将军袁昂为尚书令，并以中卫将军的身份开府仪同三司。中大通四年（532年）正月初一，梁武帝任命南平王萧伟为大司马，任命元法僧为太尉，袁昂为司空。九月十四日，司空袁昂兼任尚书令，加特进、左光禄大夫。大同六年（540年）九月廿四，司空袁昂去世，呈给梁武帝的遗疏表示不接受赠谥，告诫诸子不要向朝廷递交行状、立铭树碑；梁武帝不许，赠本官，册谥穆正公。

## 成就
袁昂是书法家，亦善画，作仕女画为一绝。以父死于非命，终身不听音乐。其书法思想，推崇张芝、钟繇、王羲之。在南北朝思想中，他属于有神论者，曾批驳范缜的《神灭论》。原有文集，已佚。《全上古三代秦汉三国六朝文》存其文七篇。

## 家族
袁昂是袁粲从子，袁顗之子。
女儿嫁梁武帝次子（或为东昏侯遗腹子）豫章王萧综。

## 延伸阅读
[在维基数据编辑]
 在维基文库阅读此作者作品
 《梁書/卷31》，出自姚思廉《梁書》